# Zagreus
Zagreus är i den grekiska mytologin son till Zeus och Persefone. Zeus tänkte göra Zagreus till sin arvinge och ge honom oinskränkt makt, men den avundsjuka Hera beordrade titanerna att ta livet av honom. De slet honom i stycken och åt upp honom. Athena lyckades rädda undan hjärtat som hon gav till Zeus som slukade det. Senare fick han en son med Semele och detta barn, som var gjort av Zagreus hjärta, var Dionysos. 